# Amathia gracilis
Amathia gracilis is een mosdiertjessoort uit de familie van de Vesiculariidae. De wetenschappelijke naam van de soort is, als Bowerbankia gracilis, voor het eerst geldig gepubliceerd in 1855 door Leidy.